# Campionati del mondo di ciclismo su pista 1983
I Campionati del mondo di ciclismo su pista 1983 si svolsero a Zurigo, in Svizzera.

## Medagliere
| Posiz. | Nazione          | Oro | Argento | Bronzo | Totale |
| ------ | ---------------- | --- | ------- | ------ | ------ |
| 1      | Germania Ovest   | 2   | 2       | 0      | 4      |
| 2      | Unione Sovietica | 2   | 1       | 2      | 5      |
| 3      | Stati Uniti      | 2   | 1       | 1      | 4      |
| -      | Svizzera         | 2   | 1       | 1      | 4      |
| 5      | Germania Est     | 1   | 3       | 2      | 6      |
| 6      | Francia          | 1   | 1       | 2      | 4      |
| 7      | Australia        | 1   | 1       | 1      | 3      |
| -      | Italia           | 1   | 1       | 1      | 3      |
| 9      | Danimarca        | 1   | 0       | 1      | 2      |
| 10     | Giappone         | 1   | 0       | 0      | 1      |
| 11     | Paesi Bassi      | 0   | 2       | 1      | 3      |
| 12     | Cecoslovacchia   | 0   | 1       | 1      | 2      |